# Бутарис, Яннис
Яннис Бутарис (греч. Γιάννης Μπουτάρης; 13 июня 1942, Салоники — 9 ноября 2024, Салоники) — греческий предприниматель и политический деятель, мэр города Салоники (2011—2019).

## Биография
Яннис Бутарис родился на северо-востоке Греции в городе Салоники. Отец Янниса — винодел Стелиос Бутарис; мать — Фанни Влаху.
Начальное образование Яннис Бутарис получил в экспериментальной школе при Университете Аристотеля, затем продолжил обучение в Анатолийском колледже родного города. Высшее образование получил в Университете Аристотеля, по специальности химик.
Будучи с детства знакомым с винодельческим промыслом, Яннис Бутарис пошёл по стопам отца, став основателем винодельной компании KIR-YIANNI. В молодости связанный с коммунистами, Я. Бутарис в 2009 году стал одним из основателей либеральной политической партии Драси (греч. Δράση). Помимо этого, он в том же году инициировал создание экологического центра «Актурос», занимающегося сохранением популяции бурых медведей.
На местных выборах 2010 года действующий глава города Василис Папагеоргопулос уступил Яннису Бутарису, который баллотировался на должность мэра Салоник от правящей партии ПАСОК (Всегреческое социалистическое движение), а также партий Демократические левые и Дрази. К своим обязанностям Бутарис приступил 1 января 2011 года. В мае 2014 года был переизбран на пост мэра города.
Противостоял ультраправой партии «Золотая Заря» — когда та передала 5000 евро центру «Арктурос», он заявил, что не принимает пожертвований от нацистов и убийц: «Люди, которые хотят убивать, не любят природу». В мае 2018 года подвергся нападению со стороны участников акции, посвящённой памяти жертв геноцида понтийских греков.
В ноябре 2018 года объявил, что не будет выдвигать свою кандидатуру на предстоящих выборах и в 2019 году покинул пост мэра Салоник.
Умер в Салониках 9 ноября 2024 года в возрасте 82 лет.